# Теренцій Максим
Теренцій Максим (лат. Terentius Maximus) — римлянин родом із Малої Азії, також відомий як Псевдо-Нерон, який в період правління Тіта підняв повстання, але воно було придушене. Він нагадував Нерона як зовні, так і в звичках, діях, також він був відомий манерою співу під акомпанемент ліри.

## Передумови
У 68 році, у віці 30-ти років помер римський імператор Нерон. Це була неординарна особистість, яка прославилась екстравагантними вчинками та неоправданою жорстокістю. Необдумана діяльність імператора спустошила казну та підірвала економіку держави. Як наслідок, сталось повстання в провінціях. Катастрофічним для Нерона стало повстання в Галії. Тут проти римського правителя виступили легіони під керівництвом намісника в Іспанії  Гальби.
Легіонери проголосили Гальба імператором, а сенат назвав його ворогом народу. На сторону Гальби почали переходити війська, які повинні були придушити повстання. Коли ж новозліпленого імператора підтримали преторіанці, то стало зрозуміло, що дні Нерона вже злічені. І тоді правитель покінчив життя самогубством 9 липня 68 року, перерізавши собі горло.
Як сприйняв народ смерть Нерона – різні джерела говорять по-різному. Не можна виключати той факт, що на сході він користувався популярністю. Нерона любили в Греції та Малій Азії за великі податкові пільги. Також його вважали другом в Парфії за те, що він повернув Вірменію. Проте деякі римські історики стверджують, що новина про смерть Нерона розійшлася, як радісна звістка.

## Хід подій
Негативне ставлення до Риму стало причиною появи самозванця. За словами римського історика Діона Кассія звали його Теренцій Максим. Був він торговцем з Малої Азії, а в 79 році заявив, що є ніким іншим, як імператором Нероном, який переховувався десь 11 років. Цікаво те, що зовні Псевдо-Нерон був дуже схожий на минулого імператора. Крім цього, він добре грав на кіфарі і співав. Також треба розуміти, що він говорив на латинській мові без акценту, а тому, швидше за все, якийсь час жив в Римі. 
Але всього цього мало, щоб видавати себе за колишнього імператора. Головне - манера поведінки і звички. Але і тут самозванець виявився на висоті. Існує думка, що за ним стояли певні політичні сили. Вони знайшли схожого на Нерона людину і довго з ним працювали, поки він не став повністю схожим на поваленого імператора. Цілком зрозуміло, що займалися з ним ті люди, які добре знали оригінал. 
Новоявлений Нерон дуже швидко обзавівся прихильниками і організував військовий похід в Месопотамію. Тобто, по суті, почалося повстання проти римського панування. Але люди не знали, що це лише самозванець, а тому щиро вважали його справжнім імператором, і його військова рать стрімко росла. 
У Римі як раз в цей час до влади прийшов новий імператор Тіт Флавій. Проти самозванця він послав добре озброєні легіони. А ось у Теренція Максима професійних військових було дуже мало. Його воїнство трималося лише на голому ентузіазмі людей, які погано знали тактику і стратегію. Тому військо Теренція було вщент розбито римськими легіонами в першому ж серйозному бою. 
Сам Псевдо-Нерон врятувався і втік до Парфії. Там його прихистив претендент на царський трон Артабан IV Парфянський. Він повірив, що до нього з'явився справжній Нерон або удав, бо був противником Тіта Флавія  і недолюблював його з політичних мотивів. 
Самозванцю створили царські умови, мабуть, вважаючи, що з часом він зможе захопити владу в Римі. Діон Кассій  вважає, що сам Артабан  готував Теренція до повернення в Рим. Однак за словами візантійського історика Іоанна Антіохійського, з «вічного міста» незабаром прибула людина. Він привіз з собою незаперечні факти, що вказують на те, що живе в царській розкоші звичайний пересічний самозванець, колишній торговець й авантюрист. 
Артабан IV ознайомився з усією цією інформацією, і Теренцій Максим був виданий римлянам. Ті навіть не повезли його в Рим , а стратили десь в Малій Азії. Швидше за все, самозванця розіп'яли, бо в той час це був найпопулярніший вид страти в Римській імперії.

## Інші Псевдо-Нерони
Слід сказати, що Теренцій Максим був другим Псевдо-Нероном, історія знає і інших. Один з них з'явився в Греції в 68 році. Передбачається, що він спочатку був рабом з Понту, а потім став вільновідпущеником з Італії. Подібний зовні на покійного імператора і вміючи грати на кіфарі, він подумав, що йому вдасться видати себе за Нерона. Він підкорив собі різних жебраків та солдатів-втікачів, наобіцявши їм всяких благ. Пізніше він зустрічав солдатів із східних легіонів і теж намагався їх підкорити і вбивав тих, хто не погоджувався слідувати за ним. Самозванець пограбував декількох купців і озброїв найсильніших рабів. Тим часом чутки про все ще живого Нерона поширювалися все більше і набирали нової сили, і це є однією з причин, чому вірили самозванцям. У цей час, залучивши на свою сторону деяких римських легіонерів, Псевдо-Нерон влаштувався на острові Цітні. Але незабаром з'явився проконсул Аспренат і за його наказом самозванця заарештували і вбили. Голову відрізали і відправили в Рим, щоб римські громадяни помилувалися на Псевдо-Нерона. 
Ще один самозванець з'явився в 80-ті роки в період правління римського імператора Доміціана. З'явився він у землях Парфії, і, як стверджував давньоримський історик Светоній, який створив працю «Життя дванадцяти цезарів», багато хто йому повірив. Цього самозванця дуже швидко видали римлянам, і ті його стратили.